# Corts de Tortosa (1365)
Les Corts de Tortosa de 1365 són convocades per Pere el Cerimoniós el febrer de 1365.
Encara no s'havia configurat el sistema de mandats per trienni dels diputats de la Generalitat i els càrrecs encara eren ocupats pels diputats de les corts de Montsó (1362), tot i que a les Corts de Barcelona-Lleida (1364) es decidí canviar-los.
Fou a les sessions entre el 2 i el 9 de març de 1365 a Tortosa que aquests diputats foren substituïts. Es decidí de donar-los una remuneració per la feina feta. El nou president de la Generalitat nomenat fou Bernat Vallès.
Un cop acaba de nomenar la nova Diputació i traspassats els llibres i segells, les corts decidiren fixar un salari per als diputats: 60 sous per a prelat, comte o vescomte i 15 per a la resta, que pujaven a 20 els dies de viatge.